# San Jacinto Amilpas (kommun)
San Jacinto Amilpas är en kommun i Mexiko.   Den ligger i delstaten Oaxaca, i den sydöstra delen av landet, 400 km sydost om huvudstaden Mexico City.
Följande samhällen finns i San Jacinto Amilpas:
- San Jacinto Amilpas